# Undulambia
Undulambia is een geslacht van vlinders van de familie van de grasmotten (Crambidae), uit de onderfamilie van de Musotiminae. De wetenschappelijke naam en de beschrijving van dit geslacht zijn voor het eerst gepubliceerd in 1956 door William Harry Lange.

## Soorten
- Undulambia albitessellalis (Hampson, 1906)
- Undulambia arnoulalis (Schaus, 1924)
- Undulambia asaphalis (Schaus, 1924)
- Undulambia cantiusalis (Schaus, 1924)
- Undulambia cymialis (Hampson, 1907)
- Undulambia dendalis (Druce, 1896)
- Undulambia electrale (Dyar, 1914)
- Undulambia flavicostalis (Hampson, 1917)
- Undulambia fovecosta (Dyar, 1914)
- Undulambia fulvitinctalis (Hampson, 1897)
- Undulambia grisealis (Hampson, 1906)
- Undulambia hemigrammalis (Hampson, 1917)
- Undulambia intortalis (Schaus, 1912)
- Undulambia jonesalis (Schaus, 1906)
- Undulambia leucocymalis (Hampson, 1906)
- Undulambia leucostictalis (Hampson, 1895)
- Undulambia lindbladi Landry, 2006
- Undulambia marconalis (Schaus, 1924)
- Undulambia niveiplagalis (Hampson, 1917)
- Undulambia oedizonalis (Hampson, 1906)
- Undulambia perornatalis (Schaus, 1912)
- Undulambia phaeochroalis (Hampson, 1906)
- Undulambia polystichalis Capps, 1965
- Undulambia rarissima Munroe, 1972
- Undulambia semilunalis (Hampson, 1897)
- Undulambia striatalis (Dyar, 1906)
- Undulambia symphorasalis (Schaus, 1924)
- Undulambia tigrinale (Dyar, 1914)
- Undulambia vitrinalis (C. Felder, R. Felder & Rogenhofer, 1875)